# 罗峰街道
罗峰街道，是中华人民共和国山東省烟台市招远市下辖的一个乡镇级行政单位。

## 行政区划
罗峰街道下辖以下地区：
文化区社区、健康区社区、晨钟区社区、魁星西区社区、城里社区、南关西社区、南炉社区、北关西社区、丁家庄子社区、道口社区、城西吕家社区、赵家庵社区、大曹家社区、阳光社区、龙王庙下村、郭家埠村、刁儿埃村、南楼里头村、石星河村、城南宋家村、西坞党村、城南张家庄村、石门小宋家村、石门大宋家村、孙家庄村、石门孙家村、石门孟家村、石门郭家村、谢家庄村、东观村和西观村。